# Laruns
Pour les articles homonymes, voir Laruns.
Laruns (prononcé [laʁœ̃s] ; en béarnais Laruntz) est une commune française, située dans le département des Pyrénées-Atlantiques en région Nouvelle-Aquitaine.
Le gentilé est Larunsois.

## Géographie

### Localisation

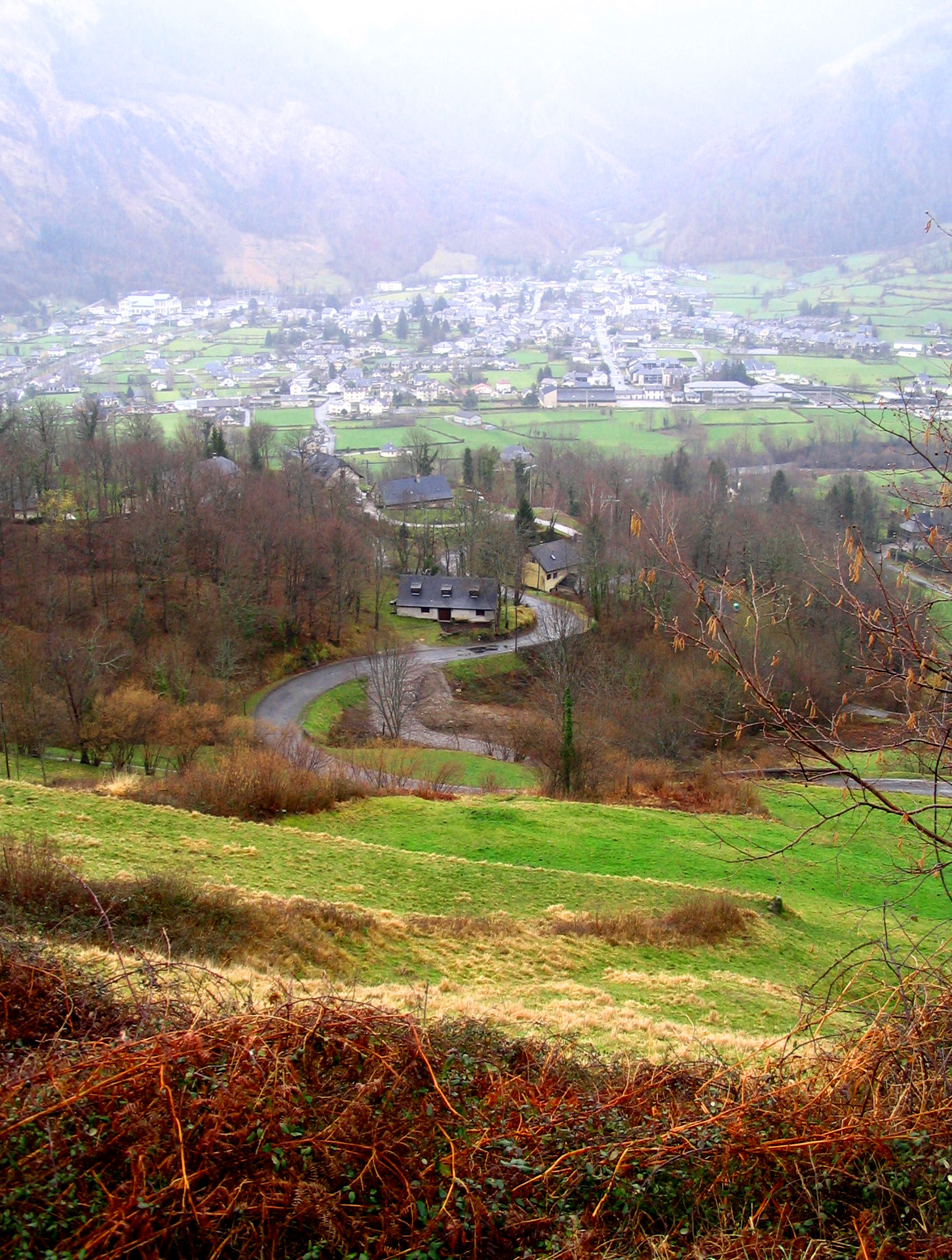
La ville de Laruns occupe l'extrémité de la plaine de la vallée d'Ossau.

La commune de Laruns se trouve dans le département des Pyrénées-Atlantiques, en région Nouvelle-Aquitaine et est frontalière avec l'Espagne (Province de Huesca, Aragon).
Elle se situe à 39 km par la route de Pau, préfecture du département, et à 33 km d'Oloron-Sainte-Marie, sous-préfecture.
Les communes les plus proches sont : Béost (1,3 km), Louvie-Soubiron (1,8 km), Eaux-Bonnes (3,3 km), Aste-Béon (4,1 km), Gère-Bélesten (4,2 km), Bielle (7,5 km), Bilhères (8,1 km), Castet (9,1 km).
Sur le plan historique et culturel, Laruns fait partie de la province du Béarn, qui fut également un État et qui présente une unité historique et culturelle à laquelle s’oppose une diversité frappante de paysages au relief tourmenté. Elle se situe dans la vallée d'Ossau, vallée béarnaise située à l'est du département.
Son altitude varie de 500 mètres à 2 974 mètres.

### Communes limitrophes
Les communes limitrophes sont Eaux-Bonnes, Béost, Louvie-Soubiron, Aste-Béon, Gère-Bélesten, Aydius, Accous, Cette-Eygun, Etsaut, Urdos, Jaca, Canfranc, Sallent de Gállego et Arrens-Marsous.
| Aydius, Accous                              | Gère-Bélesten                 | Aste-Béon, Louvie-Soubiron, Béost |
| Cette-Eygun, Etsaut                         | Laruns                        | Eaux-Bonnes                       |
| Urdos, Jaca ( Espagne), Canfranc ( Espagne) | Sallent de Gállego ( Espagne) | Arrens-Marsous (Hautes-Pyrénées)  |

### Hydrographie

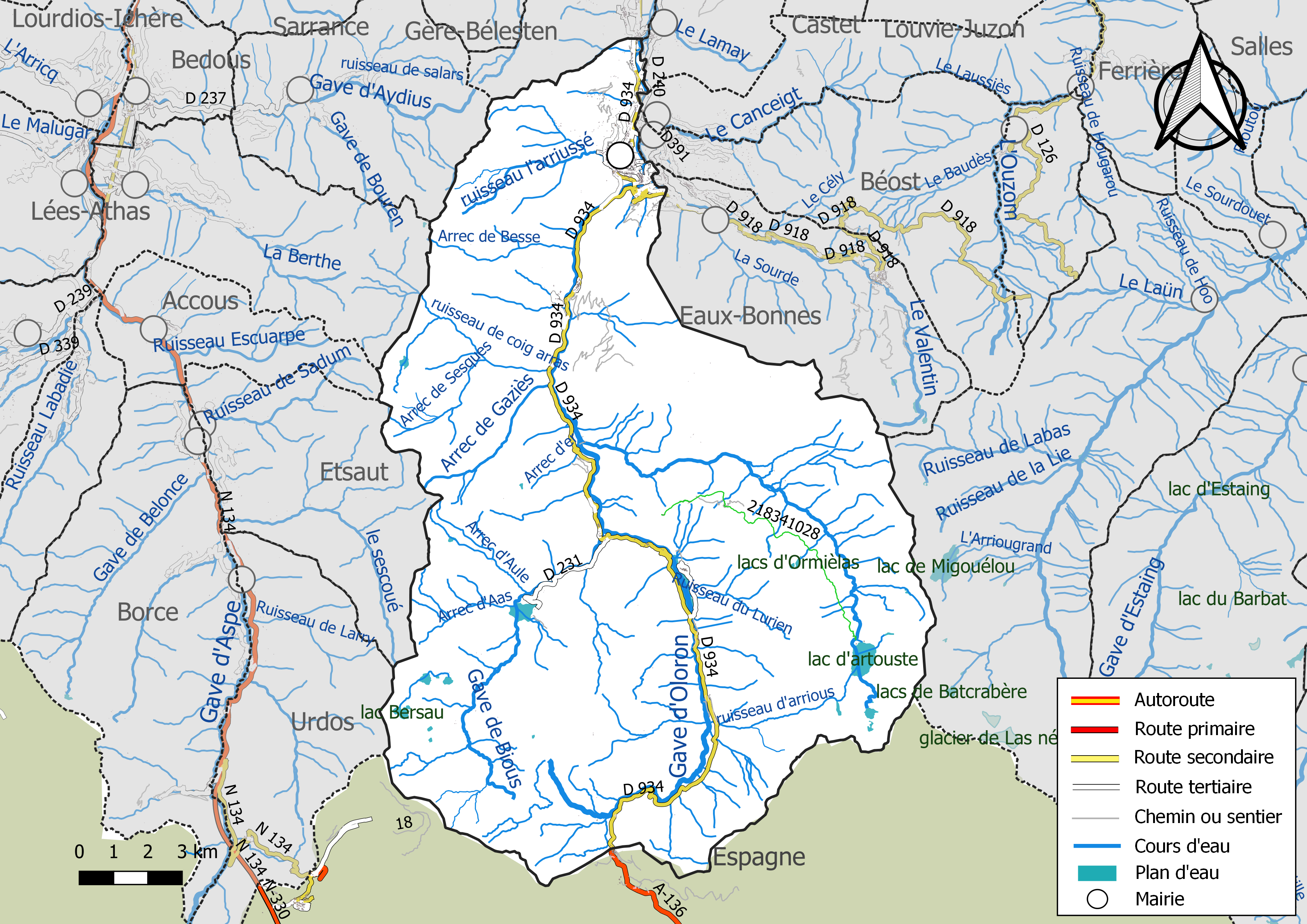
Réseaux hydrographique et routier de Laruns.

La commune est traversée par le gave d'Ossau, affluent du gave d'Oloron et ses affluents :
- le ruisseau l'Arrioutort et son affluent :
  - l'arrèc de Lars
- l'arrèc de Besse
- le gave de Bious (11,9 km) et ses affluents :
  - l'arrèc d'Aas
  - l'arrèc d'Aule
  - le ruisseau de Magnabaigt
- le ruisseau le Canceigt (10 km)
- le ruisseau de Cotcharas et son affluent :
  - l'arrèc de Sesques
- l'arrèc Dayguebère
- l'arrèc de Gaziès
- le ruisseau du Lurien
- le ruisseau de Pombie
- le Soussouéou (16,2 km) et ses affluents :
  - le ruisseau d'Arrious
  - le ruisseau de la Quèbe
- le ruisseau le Valentin (14,3 km)

Le ruisseau le Pour-Mourt, affluent du ruisseau le Secoue (affluent du gave d'Aspe) traverse également la commune.
Les lacs d'Arrémoulit sont situés au-dessus du lac d'Artouste dans la vallée d'Ossau et la commune de Laruns.
Un espace muséographique est consacré au lac de Castet par la commune de Laruns.

### Climat
Le climat qui caractérise la commune est qualifié, en 2010, de « climat des marges montargnardes », selon la typologie des climats de la France qui compte alors huit grands types de climats en métropole. En 2020, la commune ressort du type « climat de montagne » dans la classification établie par Météo-France, qui ne compte désormais, en première approche, que cinq grands types de climats en métropole. Pour ce type de climat, la température décroît rapidement en fonction de l'altitude. On observe une nébulosité minimale en hiver et maximale en été. Les vents et les précipitations varient notablement selon le lieu.
Les paramètres climatiques qui ont permis d’établir la typologie de 2010 comportent six variables pour les températures et huit pour les précipitations, dont les valeurs correspondent à la normale 1971-2000. Les sept principales variables caractérisant la commune sont présentées dans l'encadré ci-après.
| Paramètres climatiques communaux sur la période 1971-2000 - Moyenne annuelle de température : 11,3 °C - Nombre de jours avec une température inférieure à −5 °C : 3,7 j - Nombre de jours avec une température supérieure à 30 °C : 5,1 j - Amplitude thermique annuelle : 13,6 °C - Cumuls annuels de précipitation : 1 516 mm - Nombre de jours de précipitation en janvier : 11,7 j - Nombre de jours de précipitation en juillet : 9,5 j |

Avec le changement climatique, ces variables ont évolué. Une étude réalisée en 2014 par la Direction générale de l'Énergie et du Climat complétée par des études régionales prévoit en effet que la température moyenne devrait croître et la pluviométrie moyenne baisser, avec toutefois de fortes variations régionales. La station météorologique de Météo-France installée sur la commune et en service de 1943 à 2016 permet de connaître l'évolution des indicateurs météorologiques. Le tableau détaillé pour la période 1981-2010 est présenté ci-après.
| Mois                                  | jan.             | fév.           | mars          | avril         | mai           | juin          | jui.          | août          | sep.          | oct.          | nov.             | déc.           | année      |
| ------------------------------------- | ---------------- | -------------- | ------------- | ------------- | ------------- | ------------- | ------------- | ------------- | ------------- | ------------- | ---------------- | -------------- | ---------- |
| Température minimale moyenne (°C)     | −1,6             | −1,6           | 0,4           | 1,8           | 5,6           | 8,7           | 10,9          | 11,1          | 8,8           | 6             | 1,9              | −0,4           | 4,3        |
| Température moyenne (°C)              | 1,7              | 2              | 4,7           | 6,4           | 10,6          | 14,1          | 16,5          | 16,4          | 13,6          | 9,8           | 5                | 2,6            | 8,7        |
| Température maximale moyenne (°C)     | 4,9              | 5,6            | 9             | 11            | 15,6          | 19,4          | 22,1          | 21,8          | 18,3          | 13,6          | 8,1              | 5,6            | 13         |
| Record de froid (°C) date du record   | −22,5 31.01.1954 | −22 03.02.1956 | −16 01.03.05  | −9 12.04.1973 | −6 02.05.1945 | −1 12.06.1946 | 3 20.07.1981  | 1 30.08.1986  | 0 27.09.10    | −5 24.10.1970 | −10,5 23.11.1988 | −14 17.12.1946 | −22,5 1954 |
| Record de chaleur (°C) date du record | 17,5 30.01.02    | 20 28.02.1997  | 22 21.03.1990 | 28 29.04.1947 | 32 09.05.1945 | 38 22.06.1945 | 40 04.07.1959 | 38 08.08.1947 | 33 23.09.1946 | 27 04.10.04   | 21 28.11.00      | 19 24.12.12    | 40 1959    |
| Précipitations (mm)                   | 159,6            | 123,8          | 127,2         | 165,4         | 141,1         | 95,1          | 85,2          | 83,1          | 116,7         | 156,9         | 197,5            | 183,8          | 1 635,4    |

### Milieux naturels et biodiversité

#### Espaces protégés
La protection réglementaire est le mode d’intervention le plus fort pour préserver des espaces naturels remarquables et leur biodiversité associée,.
Dans ce cadre, la commune fait partie de la zone cœur et de l'aire d'adhésion du Parc National des Pyrénées. Créé en 1967 et d'une superficie de 45 806 ha, ce parc abrite une faune riche et spécifique particulièrement intéressante : importantes populations d’isards, colonies de marmottes réimplantées avec succès, grands rapaces tels le Gypaète barbu, le Vautour fauve, le Percnoptère d’Égypte ou l’Aigle royal, le Grand tétras et le discret Desman des Pyrénées qui constitue l’exemple type de ce précieux patrimoine confié au Parc national et aussi l'Ours des Pyrénées,.

#### Réseau Natura 2000
Le réseau Natura 2000 est un réseau écologique européen de sites naturels d'intérêt écologique élaboré à partir des Directives « Habitats » et « Oiseaux », constitué de zones spéciales de conservation (ZSC) et de zones de protection spéciale (ZPS).
Quatre sites Natura 2000 ont été définis sur la commune au titre de la « directive Habitats », :
- « le gave d'Ossau », d'une superficie de 2 300 ha, un vaste réseau de torrents d'altitude et de cours d'eau de coteaux à très bonne qualité des eaux[21] ;
- le « massif du Ger et du Lurien », d'une superficie de 13 484 ha, présentant des habitats et des espèces de haute altitude, souvent spécifiques aux Pyrénées. Certains habitats comme les zones humides acidiphiles, d’une grande valeur écologique, sont d’une grande rareté en Haut Béarn[22] ;
- le « massif de Sesques et de l'Ossau », d'une superficie de 25 794 ha, présentant des habitas avec de nombreuses espèces rares, souvent endémiques des Pyrénées. Il constitue également une aire de présence régulière de l'ours des Pyrénées[23] ;
- le « massif du Montagnon », d'une superficie de 8 694 ha, présentant de nombreux habitats de l'annexe I dont certains sont rares dans les Pyrénées[24] et une au titre de la « directive Oiseaux »[20],[Carte 2] :
- les « hautes vallées d'Aspe et d'Ossau », d'une superficie de 49 106 ha, une vaste étendue de système montagnard et alpin étalée sur plusieurs vallées incluant la Zone centrale du Parc national des Pyrénées, dont l'intérêt est la présence d'habitats et d'espèces de haute altitude, souvent spécifiques aux Pyrénées[25].

#### Zones naturelles d'intérêt écologique, faunistique et floristique
L’inventaire des zones naturelles d'intérêt écologique, faunistique et floristique (ZNIEFF) a pour objectif de réaliser une couverture des zones les plus intéressantes sur le plan écologique, essentiellement dans la perspective d’améliorer la connaissance du patrimoine naturel national et de fournir aux différents décideurs un outil d’aide à la prise en compte de l’environnement dans l’aménagement du territoire.
Sept ZNIEFF de type 1 sont recensées sur la commune, :
- la « hêtraie-sapinière de la vallée d'Ossau » (4 606,02 ha), couvrant 2 communes du département[27] ;
- le « massif calcaire du pic de Ger » (5 426,62 ha), couvrant 2 communes du département[28] ;
- le « massif du pic de Sesques » (3 824,08 ha), couvrant 2 communes du département[29] ;
- le « massif du pic du Midi d'Ossau » (5 337,42 ha)[30] ;
- le « réseau hydrographique du gave d'ossau à l'amont d'arudy et ses rives » (586,79 ha), couvrant 12 communes du département[31] ;
- la « vallée glaciaire du Soussoueou » (4 862,2 ha)[32] ;
- le « versant ouest du Lurien, de Soques et de Peyrelue » (3 362,66 ha)[33] ;

et deux ZNIEFF de type 2,, :
- le « réseau hydrographique du gave d'Oloron et de ses affluents » (6 885,32 ha), couvrant 114 communes dont 2 dans les Landes et 112 dans les Pyrénées-Atlantiques[34] ;
- la « vallée d'Ossau » (43 624,41 ha), couvrant 13 communes du département[35].

## Urbanisme

### Typologie
Au 1er janvier 2024, Laruns est catégorisée bourg rural, selon la nouvelle grille communale de densité à sept niveaux définie par l'Insee en 2022.
Elle est située hors unité urbaine et hors attraction des villes,.

### Occupation des sols

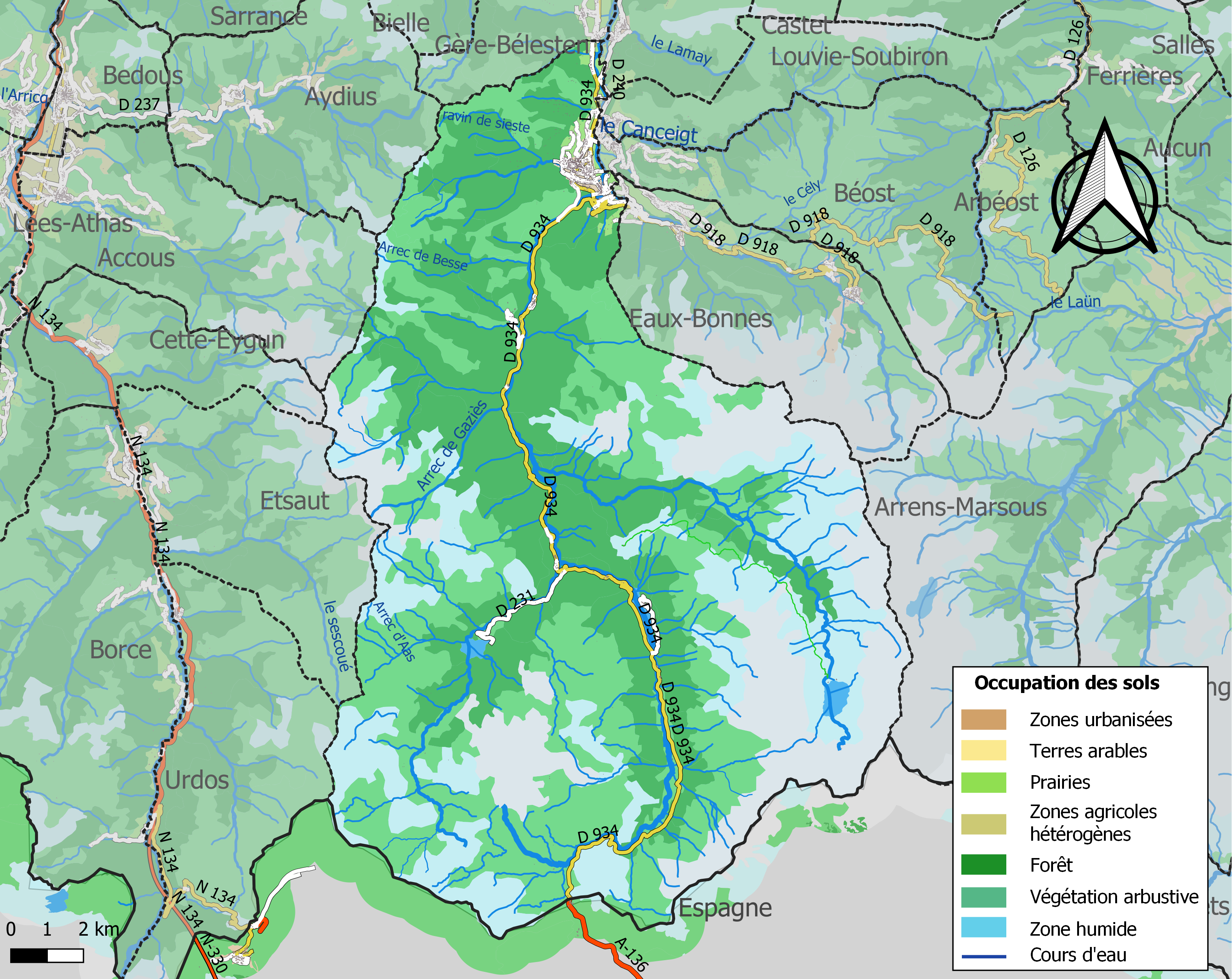
Carte des infrastructures et de l'occupation des sols de la commune en 2018 (CLC).

L'occupation des sols de la commune, telle qu'elle ressort de la base de données européenne d’occupation biophysique des sols Corine Land Cover (CLC), est marquée par l'importance des forêts et milieux semi-naturels (98,1 % en 2018), une proportion sensiblement équivalente à celle de 1990 (98 %). La répartition détaillée en 2018 est la suivante : 
espaces ouverts, sans ou avec peu de végétation (34,2 %), milieux à végétation arbustive et/ou herbacée (32,7 %), forêts (31,3 %), prairies (0,8 %), zones urbanisées (0,5 %), eaux continentales (0,5 %), zones agricoles hétérogènes (0,1 %). L'évolution de l’occupation des sols de la commune et de ses infrastructures peut être observée sur les différentes représentations cartographiques du territoire : la carte de Cassini (XVIIIe siècle), la carte d'état-major (1820-1866) et les cartes ou photos aériennes de l'IGN pour la période actuelle (1950 à aujourd'hui).

### Lieux-dits, hameaux et quartiers
- Aas
- Ar
- Aracou
- Artouste
- Ayguebère
- Eaux-Chaudes, la station thermale
- Espalungue
- Fabrèges
- Gabas
- Geteu, une ancienne commune incorporée à Laruns en 1828
- Gêtre
- Goust
- Montagne
- Pon
- Village

### Risques majeurs
Le territoire de la commune de Laruns est vulnérable à différents aléas naturels : météorologiques (tempête, orage, neige, grand froid, canicule ou sécheresse), inondations, feux de forêts, mouvements de terrains, avalanche et séisme (sismicité moyenne). Il est également exposé à un risque technologique, la rupture d'un barrage, et à un risque particulier : le risque de radon. Un site publié par le BRGM permet d'évaluer simplement et rapidement les risques d'un bien localisé soit par son adresse soit par le numéro de sa parcelle.

#### Risques naturels
Certaines parties du territoire communal sont susceptibles d’être affectées par le risque d’inondation par une crue torrentielle ou à montée rapide de cours d'eau, notamment le gave d'Oloron, le gave de Bious, le Soussouéou Gave et le Valentin. La commune a été reconnue en état de catastrophe naturelle au titre des dommages causés par les inondations et coulées de boue survenues en 1982, 1990, 2009, 2013, 2019 et 2021,.
Laruns est exposée au risque de feu de forêt. En 2020, le premier plan de protection des forêts contre les incendies (PDPFCI) a été adopté pour la période 2020-2030. La réglementation des usages du feu à l’air libre et les obligations légales de débroussaillement dans le département des Pyrénées-Atlantiques font l'objet d'une consultation de public ouverte du 16 septembre au 7 octobre 2022,.
Les mouvements de terrains susceptibles de se produire sur la commune sont des mouvements de sols liés à la présence d'argile et des affaissements et effondrements liés aux cavités souterraines (hors mines). Afin de mieux appréhender le risque d’affaissement de terrain, un inventaire national permet de localiser les éventuelles cavités souterraines sur la commune.

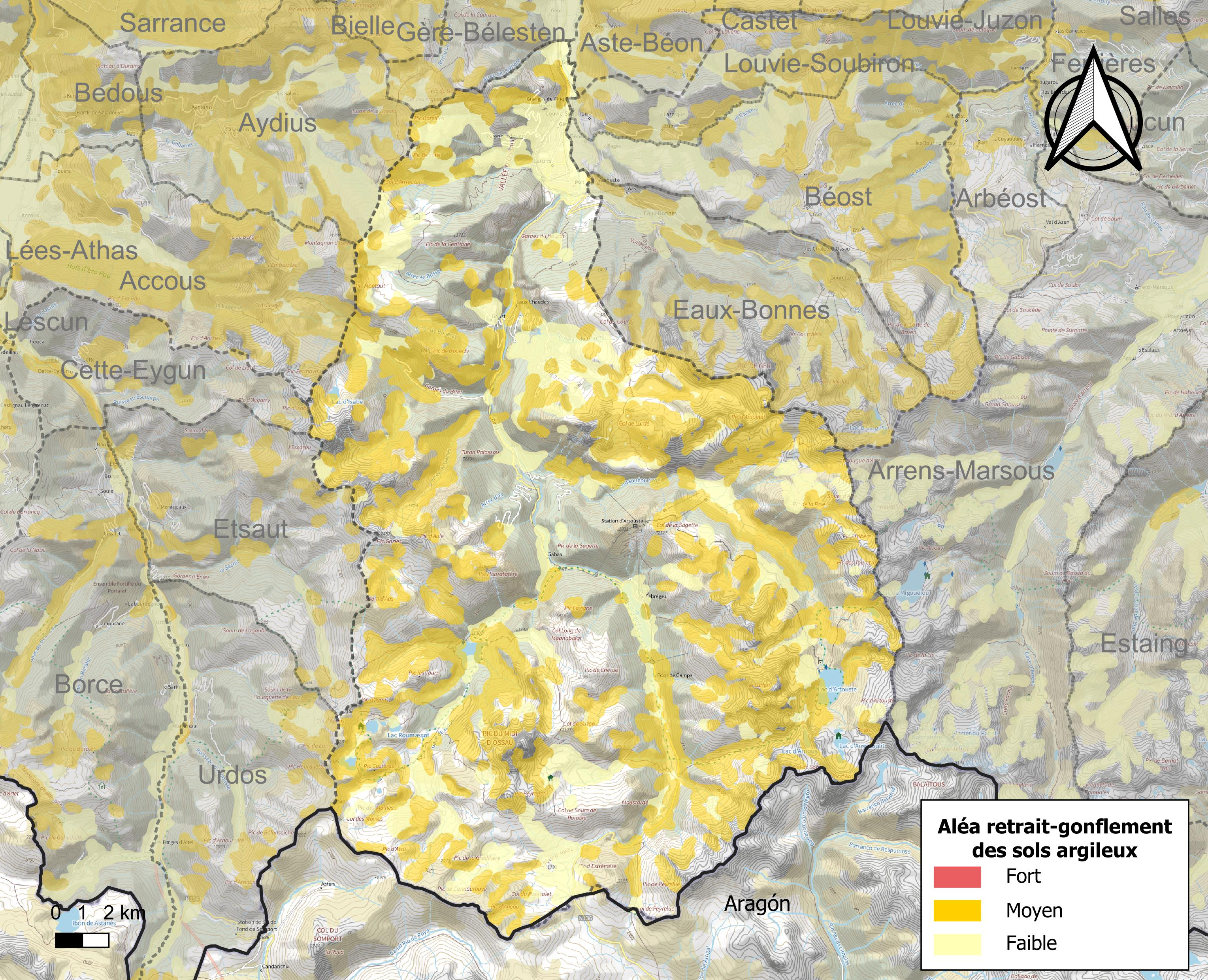
Carte des zones d'aléa retrait-gonflement des sols argileux de Laruns.

Le retrait-gonflement des sols argileux est susceptible d'engendrer des dommages importants aux bâtiments en cas d’alternance de périodes de sécheresse et de pluie. 38,5 % de la superficie communale est en aléa moyen ou fort (59 % au niveau départemental et 48,5 % au niveau national). Depuis le 1er octobre 2020, en application de la loi ELAN, différentes contraintes s'imposent aux vendeurs, maîtres d'ouvrages ou constructeurs de biens situés dans une zone classée en aléa moyen ou fort,.
Concernant les mouvements de terrains, la commune a été reconnue en état de catastrophe naturelle au titre des dommages causés par des mouvements de terrain en 2019.
La commune est exposée aux risques d'avalanche. Les habitants exposés à ce risque doivent se renseigner, en mairie, de l’existence d’un plan de prévention des risques avalanches (PPRA). Le cas échéant, identifier les mesures applicables à l'habitation, identifier, au sein de l'habitation, la pièce avec la façade la moins exposée à l’aléa pouvant faire office, au besoin, de zone de confinement et équiper cette pièce avec un kit de situation d’urgence,.

#### Risque technologique
La commune est en outre située en aval de barrages de classe A. À ce titre elle est susceptible d’être touchée par l’onde de submersion consécutive à la rupture de cet ouvrage.

#### Risque particulier
Dans plusieurs parties du territoire national, le radon, accumulé dans certains logements ou autres locaux, peut constituer une source significative d’exposition de la population aux rayonnements ionisants. Selon la classification de 2018, la commune de Laruns est classée en zone 3, à savoir zone à potentiel radon significatif.

## Toponymie
Le nom de Laruns est attesté sous les formes Larus en 1154 (titres de Barcelone); Laruntz en 1286 (titres d'Ossau); Saint-Pierre de Larhuns en 1612 (insinuations du diocèse d'Oloron).
Il a une origine basque et signifie « endroit où abondent les landes ».
Son nom béarnais est Laruntz.
Aas désigne un mont présent sur les communes de Laruns et Etsaut. Ce toponyme apparaît sous la forme
lo port et montanhe aperat Haas (1487, notaires d'Ossau).
Ar, désignant également un mont de la commune, sur la frontière avec les Hautes-Pyrénées, est attesté sous les formes Arr et Aar (respectivement 1355, et 1440, cartulaire d'Ossau).
Aracou, autre sommet montagneux de la commune, apparaît sous les formes
Lo port de Aracho, Arachoo, Araco et Arago (respectivement 1429 pour les trois premiers et 1439, titres de Buzy).
Le toponyme Gabas apparaît sous les formes
Gavas (XIIe siècle, titres de Gabas),
L'Espitau de Gavas (1385, censier de Béarn),
Guabas (1440, titres d'Ossau) et
Gabaxs (1536, réformation de Béarn).
Le toponyme Geteu apparaît sous les formes
Yeteu (1385, censier de Béarn),
Géteu (1863, dictionnaire topographique Béarn-Pays basque) et
Getten (1793 ou an II).
On trouve également en 1538 (réformation de Béarn) mention de l' Ayguebère, mont présent sur le territoire de la commune, sous la forme Aygabere, ainsi que de l'Aneu dès 1355 (cartulaire d'Ossau), écrit An'eu en 1675 (réformation de Béarn). L'Anouillas, autre sommet présent sur la commune, est attesté sous les formes Anolhaas (1355, cartulaire d'Ossau) et Anouilhas (1675, réformation de Béarn).

## Histoire
En 1385, Laruns comptait 114 feux et Geteu 5. Elles dépendaient du bailliage d'Ossau.

Paul Raymond note que la commune comptait une abbaye laïque vassale de la vicomté de Béarn.

### Caze de Brousset
En 1650, les jurats de Laruns décident de construire la Caze de Brousset dans le vallon du même nom pour mieux contrôler le passage en Espagne mais qui est aussi un refuge isolé, appelée "auberge" ou "cabaret" selon les époques, dans le haut de la vallée pour les voyageurs traversant les Pyrénées. Composée de trois bâtiments, elle était contrôlée par un fermier. le premier connu fut David Figué de Laruns (1734-1742) : il paye une redevance à Laruns et doit entretenir le pont du haut, sans demander de péage. Pendant la Révolution Française, la caze est incendiée par les forces espagnoles de Sallent, en mai 1793. Le 1er juillet 1793, ils incendient et volent d'autres constructions dans les vallons de Pombie et surtout de Brousset; près de 1700 bêtes appartenant à plus de 70 propriétaires ont été perdues dans l'attaque. La caze de Brousset sera reconstruite au début du XIXe siècle: le 11 mai 1807, un nouveau fermier est nommé après une vente aux enchères du fermage, il s'agit de Jean Lassalle Rague. Le secteur n'est pas pacifié et les échauffourées entre bergers français et espagnols sont nombreuses. En 1808, la caze est de nouveau incendiée par des Espagnols. Pendant 36 ans, la famille Lassalle-Gassiolle va tenir la caze en fermage (1818-1853). Le dernier fermier est Pierre Loumiet (1853 - 1859) : les cabanes sont très abîmées et en 1858, un troisième incendie ravage la caze. Elle ne sera pas reconstruite car la construction d'une route en novembre 1901 rend tout refuge désormais inutile.
Gabas, hameau dépendant de Laruns, est une ancienne commanderie et hôpital sur la route du pèlerinage de Saint-Jacques-de-Compostelle, qui empruntait la vallée d'Ossau (en lo parsan aperat Gabas in vale Ursaliensi, réformation de Béarn). La sécurité étant difficile dans ces régions reculées, un traité de 1514 avec les Jurats de la vallée de Teña, place les hôpitaux et maisons religieuses sous protection, incluant la Caze de Brousset (lettre de 1707).

### Exploitation de la mâture
Après avoir exploité la vallée d'Aspe, la Marine royale s'installe à Laruns en 1776, elle y construit un arsenal (actuelle place du port) et la Maison de la Marine. Comme en vallée d'Aspe, c'est l'ingénieur Leroy qui organise l'exploitation des sapins des forêts de Laruns et en particulier les massifs forestiers à proximité de Gabas. Il fait améliorer les chemins (chemin menant aux Eaux-Chaudes puis à Gabas, chemin du Bitet, chemin montant au vallon du Soussouéou), et envisage d'équiper un port pour le flottage des bois (d'où les appellations, rue du port et place du port). À l'origine les troncs de sapin destinés à équiper en mâts les navires de la Marine devaient être acheminés par flottage vers Oloron puis Bayonne, en fait les radeaux de flottage n'auraient été utilisés qu'à partir d'Oloron, le trajet Laruns-Oloron étant effectué par route. L'exploitation de la mâture semble s'être poursuivie au moins jusqu'en 1813.
En 1828, la commune de Geteu est unie à Laruns.

## Héraldique
| Blason | Blasonnement : D'azur à un fouteau (hêtre) terrassé de sinople, adextré d'un ours assis contourné de sable et sénestré d'une vache de gueules, la queue tournée au-dessus du dos, l'extrémité vers senestre, l'arbre accosté en chef de deux fleurs de lys d'or. Commentaires : Blason de 1817 |

## Politique et administration
| Période    | Période   | Identité          | Étiquette | Qualité                                                        |
| ---------- | --------- | ----------------- | --------- | -------------------------------------------------------------- |
| avant 1981 | ?         | Roger Letellier   |           |                                                                |
| mars 1983  | juin 1995 | André Fabre       | DVG       |                                                                |
| juin 1995  | mars 2008 | André Berdou      | PS        | Conseiller général                                             |
| mars 2008  | En cours  | Robert Casadebaig | MoDem     | Vice-président du collectif national Des racines et des hommes |

### Intercommunalité
La commune fait partie de quatre structures intercommunales :
- la communauté de communes de la Vallée d'Ossau ;
- le SIVU pour la construction de la maison de retraite du Haut-Ossau ;
- le syndicat d’énergie des Pyrénées-Atlantiques ;
- le syndicat mixte du Haut-Béarn.

Laruns accueille le siège du SIVU pour la construction de la maison de retraite du Haut-Ossau.
La commune fait partie du Pays d'Oloron et du Haut-Béarn.

### Jumelages
Sallent de Gallego (Espagne).

 Le Porge (France)

## Population et société

### Démographie
Le Journal de Pierre Casalivetery, notaire à Mauléon, dénombre pour les années 1460-1481 138,5 feux à Laruns, et 515 pour les années 1540-1548, signe d'une démographie en forte croissance.
L'évolution du nombre d'habitants est connue à travers les recensements de la population effectués dans la commune depuis 1793. Pour les communes de moins de 10 000 habitants, une enquête de recensement portant sur toute la population est réalisée tous les cinq ans, les populations de référence des années intermédiaires étant quant à elles estimées par interpolation ou extrapolation. Pour la commune, le premier recensement exhaustif entrant dans le cadre du nouveau dispositif a été réalisé en 2007.

En 2022, la commune comptait 1 178 habitants, en évolution de −0,76 % par rapport à 2016 (Pyrénées-Atlantiques : +3,78 %, France hors Mayotte : +2,11 %).
| 1793  | 1800  | 1806  | 1821  | 1831  | 1836  | 1841  | 1846  | 1851  |
| ----- | ----- | ----- | ----- | ----- | ----- | ----- | ----- | ----- |
| 1 436 | 1 375 | 1 408 | 1 540 | 1 686 | 1 751 | 1 814 | 2 040 | 2 064 |

| 1856  | 1861  | 1866  | 1872  | 1876  | 1881  | 1886  | 1891  | 1896  |
| ----- | ----- | ----- | ----- | ----- | ----- | ----- | ----- | ----- |
| 2 239 | 2 370 | 2 476 | 2 279 | 2 252 | 2 428 | 2 442 | 2 193 | 2 063 |

| 1901  | 1906  | 1911  | 1921  | 1926  | 1931  | 1936  | 1946  | 1954  |
| ----- | ----- | ----- | ----- | ----- | ----- | ----- | ----- | ----- |
| 2 061 | 1 963 | 1 860 | 2 418 | 2 380 | 1 754 | 1 728 | 1 750 | 1 788 |

| 1962  | 1968  | 1975  | 1982  | 1990  | 1999  | 2006  | 2007  | 2012  |
| ----- | ----- | ----- | ----- | ----- | ----- | ----- | ----- | ----- |
| 1 955 | 1 832 | 1 598 | 1 465 | 1 466 | 1 425 | 1 373 | 1 365 | 1 200 |

| 2017  | 2022  | - | - | - | - | - | - | - |
| ----- | ----- | - | - | - | - | - | - | - |
| 1 194 | 1 178 | - | - | - | - | - | - | - |

## Économie
L'économie de la commune comprend plusieurs types d'activité, l'agriculture, le tourisme, le thermalisme, la production hydroélectrique, le secteur du bâtiment et des travaux publics et les services. On peut mentionner également l'exploitation forestière, en déclin.
Ainsi, on trouve sur les terres de la commune notamment les installations hydroélectriques du Lac d'Artouste, le barrage de Fabrèges, la centrale du Hourat, de Bious-Artigues, qui sont opérés par la SHEM. Sur le tourisme, notons principalement la station d'Artouste, qui est une station de ski l'hiver, et qui opère un train touristique l'été. 

La commune fait partie de la zone d'appellation de l'ossau-iraty.

## Culture locale et patrimoine

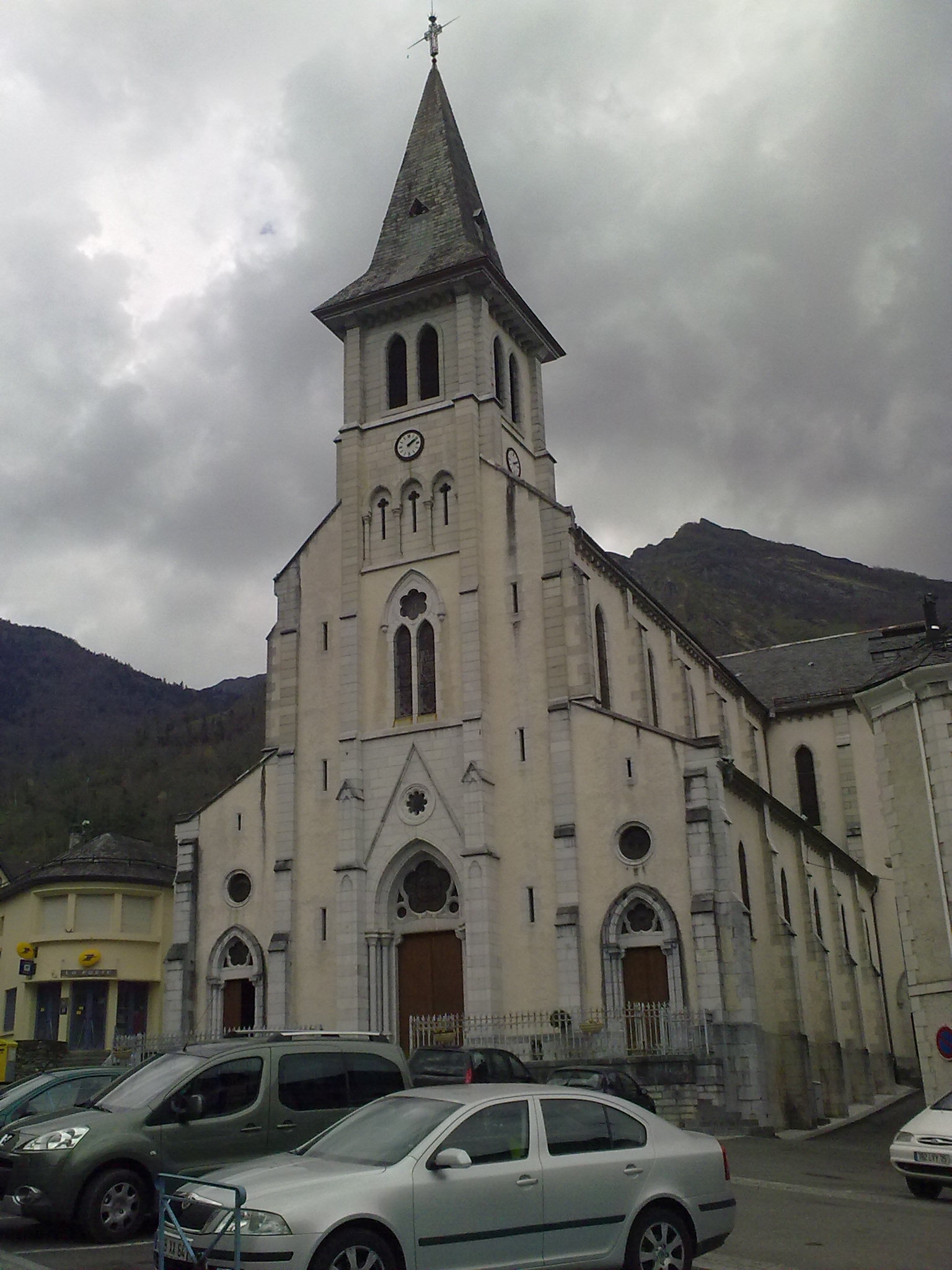
Une église de Laruns.
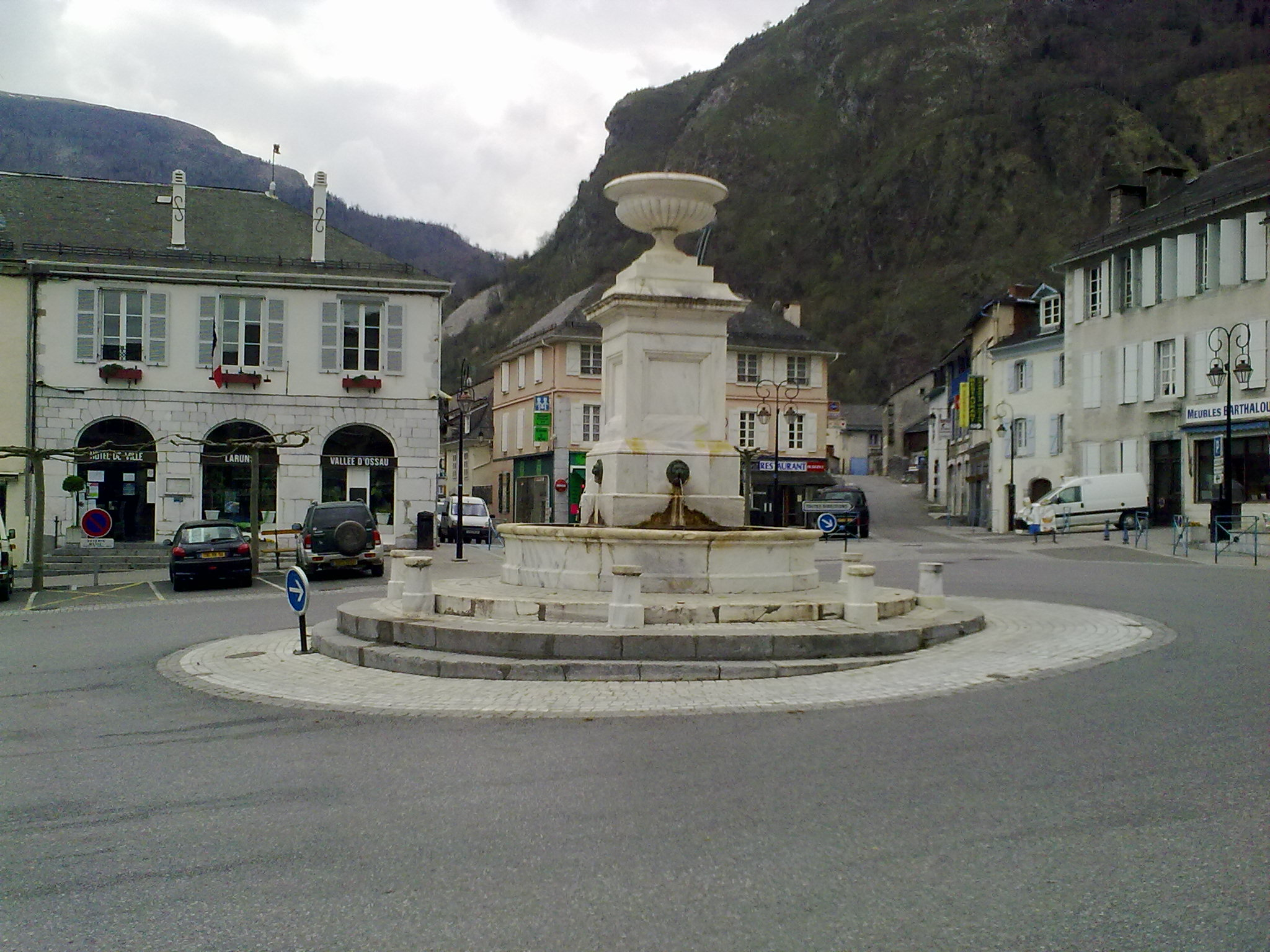
La fontaine du rond-point.
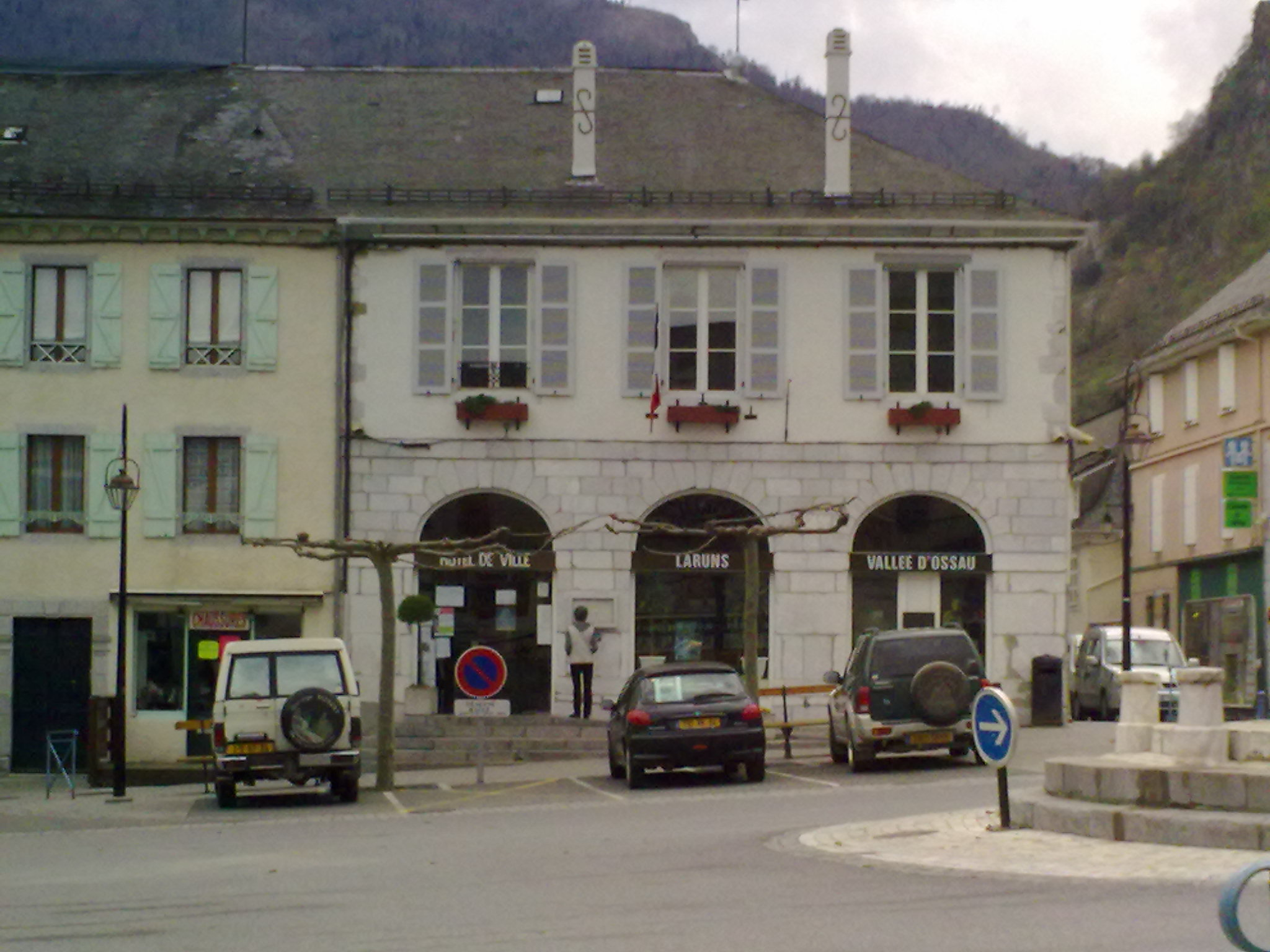
La mairie de Laruns.
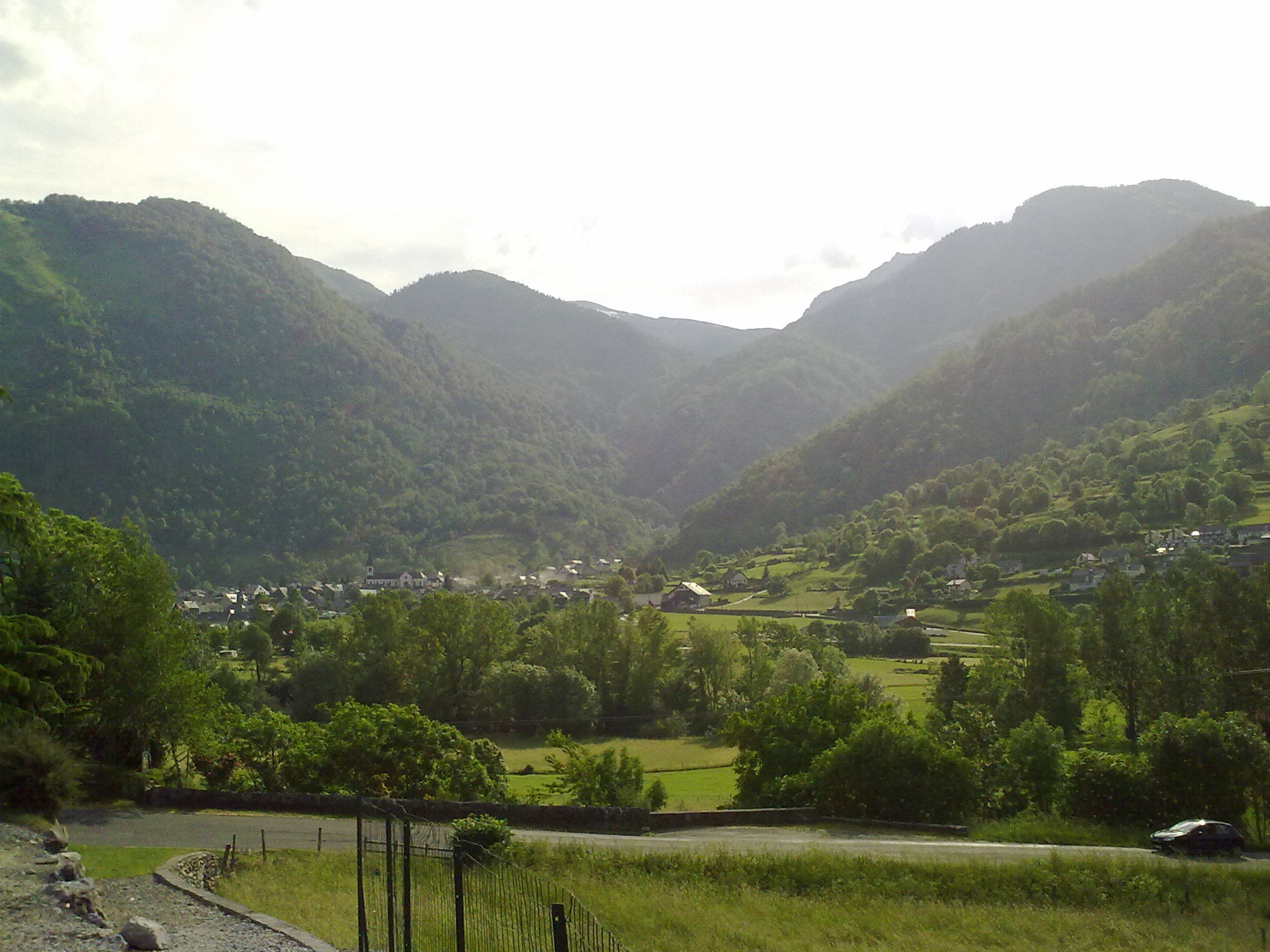
Laruns depuis Béost.
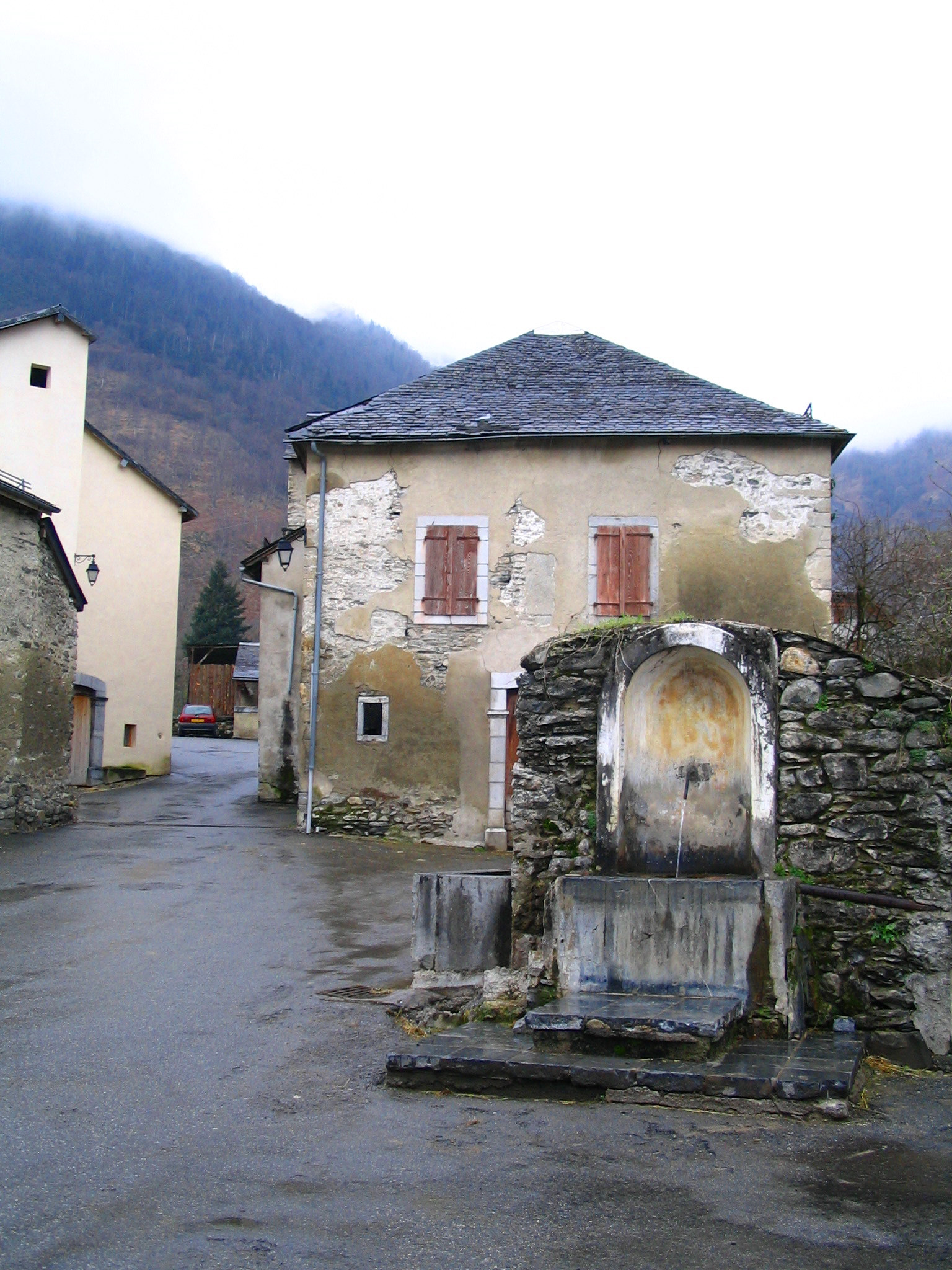
Rue de Laruns.
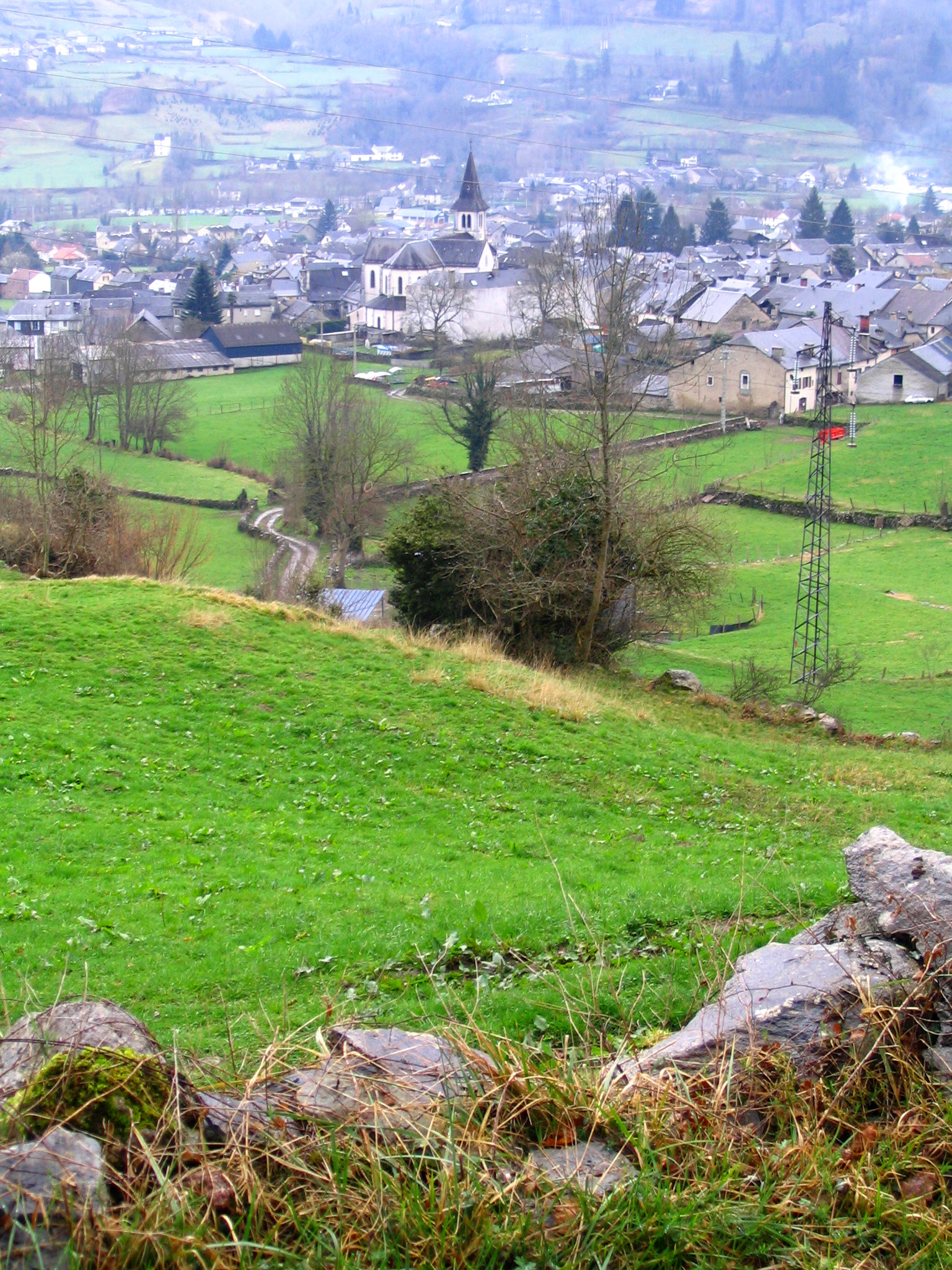
Vue générale vers le nord.
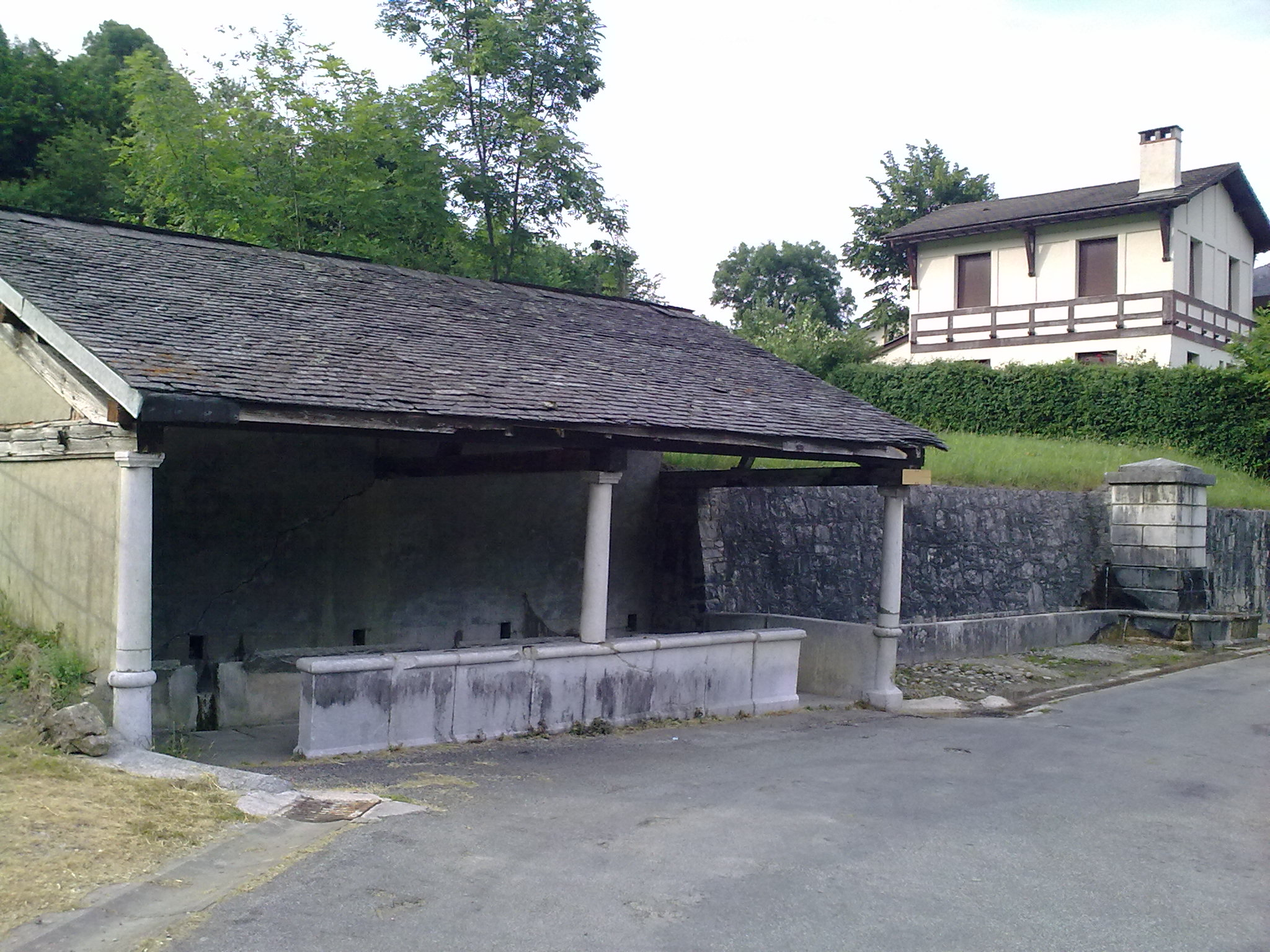
Un lavoir de Laruns.

Le marché des producteurs locaux a lieu tous les jeudis dans la soirée en été et toute l'année, les samedis matin.
Le premier dimanche du mois d'octobre a lieu la foire au fromage Hera deu hromatge de Laruntz où les bergers exposent leur production de l'année. Événement notable de la vallée, elle donne lieu à de nombreuses animations autour de la culture pastorale ossaloise.
Le 15 août ont lieu les fêtes de Notre-Dame de Laruns où de nombreuses manifestations de la culture béarnaise se déroulent.

### Patrimoine civil
La commune possédait une gare sur la ligne ferroviaire venant de Pau et raccordée à la ligne Toulouse-Bayonne, mais celle-ci n'est plus en service.
La commune a érigé en 1988 une stèle des évadés de France, à la mémoire des résistants qui quittèrent la France pour rejoindre l'Armée de la libération via l'Espagne durant la Seconde Guerre mondiale.

### Patrimoine religieux
Les pèlerins sur la route du pèlerinage de Saint-Jacques-de-Compostelle, qui empruntaient la vallée d'Ossau (col des Moines) s'arrêtaient à Gabas (hameau de la commune) où un hospice et une chapelle avaient été créés par le vicomte Gaston IV le Croisé en 1121 et placés sous la dépendance de l'Hôpital Sainte Christine du Somport, situé en Aragon à l'emplacement de la station de sports d'hiver de Candanchú. Gabas possède toujours cette chapelle de montagne datant des XIIe et XIIIe siècles.
L'église de l'Assomption-de-la-Bienheureuse-Vierge-Marie date du début du XVIIe siècle. Elle a été reconstruite et agrandie au XIXe siècle.
L'église Saint-Pierre date de la fin du XIXe siècle et a été construite sur l'emplacement d'une ancienne église des XVe et XVIe siècles.

## Équipements

### Enseignement
La commune possède un collège public, le collège Les Cinq-Monts, ainsi qu'une école primaire et une école maternelle.

### Sports
La commune dispose d'une piscine couverte et chauffée, d'un trinquet, d'un fronton, d'une salle de combat et de gymnastique, d'un terrain de rugby, d'un gymnase et de courts de tennis. Elle opère aussi en régie municipale la station de sports d'hiver d'Artouste.
Laruns était sur le trajet de la 16e étape du Tour de France 2007 qui a eu lieu le 25 juillet. Le parcours de 218 kilomètres reliait Orthez à Gourette - col d'Aubisque. Le 27 juillet 2018, ce fut la ville d'arrivée de la 19e étape du Tour, qui partait de Lourdes. En 2020, ce fut la ville d'arrivée de la 9e étape du Tour, qui partait de Pau. En 2023, ce fut la ville d'arrivée de la 5e étape du Tour, qui partait de Pau.
La commune possède une équipe de rugby à XV l'Olympique Ossalois-Laruns engagée en Fédérale 3 pour la saison 2022-2023 durant laquelle elle est vainqueur national du « Club Rugby Passion ».
L'Olympique Ossalois est fondé le 3 septembre 1942, par la fusion du Laruns-Olympique (fondé en 1920) et de l'Eveil Ossalois.

## Personnalités liées à la commune
- René Arripe, écrivain.
- Pierre-Étienne-Louis Eyt, cardinal, archevêque de Bordeaux entre 1989 et 2001. Il est enterré au cimetière de Laruns.
- Jean-Baptiste Guindey, hussard de Napoléon, qui tua d'un coup de sabre le prince Louis Ferdinand de Prusse en combat à cheval lors de la bataille de Saalfeld.
- Thomas Sanchou, rugbyman.